# Art of Fighting
Art of Fighting (яп. 龍虎の拳 Рюко но Кэн) — серия из трёх компьютерных игр в жанре файтинг, выпущенных в начале 1990-х годов для приставки Neo-Geo. Хронологически это вторая по счёту файтинг-серия компании SNK Playmore, ранее была начата схожая линейка под названием Fatal Fury, события которой точно так же разворачивались в вымышленной вселенной. Игры выходили с интервалом в два года: первая появилась в 1992 году, вторая, Art of Fighting 2 (龍虎の拳2) — в 1994-м, третья, Art of Fighting 3: The Path of the Warrior (龍虎の拳 外伝) — в 1996-м. Это первый продукт SNK, где за дизайн персонажей отвечал знаменитый иллюстратор Синкиро, позже работавший над дизайнами Fatal Fury и The King of Fighters.
Геймплей Art of Fighting складывается из нескольких последовательных поединков с противниками, каждый бой, как и в большинстве подобных игр, состоит из двух или трёх раундов. Каждый персонаж обладает уникальным стилем ведения боя и рядом специальных техник. Игроку доступны три базовые атаки — удар рукой и удар ногой — ещё одна кнопка предназначена для переключения между этими ударами и для выполнения бросков через себя. Четвёртая кнопка используется для ехидной насмешки над соперником. Под шкалой жизни у каждого бойца высвечивается так называемая «шкала силы духа», позволяющая применять специальные техники — по мере исполнения уникальных атак шкала уменьшается, и удары становятся слабее. С началом нового раунда она восстанавливается, кроме того, пополнение шкалы всегда можно ускорить насмешкой над противником — в этом случае часть силы духа перейдёт от оппонента к герою. В ходе прохождения режима истории персонаж может овладеть особенно сильной суператакой, в первой и второй частях для этого необходимо успешно завершить один из бонусных уровней, в то время как в третьей игре смертельная атака доступна по умолчанию. В каждой из трёх игр присутствуют также «атаки отчаяния», к которым игрок может обратиться при низком здоровье своего бойца, когда его жизни находятся в критическом состоянии.
Среди интересных нововведений в жанре — камера обзора, зависящая от расстояния между бойцами. Если персонажи сходятся, камера приближает изображение, если расходятся — отдаляет. Таким образом, движения бойцов стали более свободными, с отказом от фиксированного масштаба пропали и невидимые границы, не позволявшие героям отдаляться друг от друга дальше чем на ширину экрана — движения ограничивают лишь реальные границы уровня. Спрайты персонажей в ходе поединка изменяются, слетают очки, головные уборы, появляются синяки, ссадины и т. п.
Сюжет всех трёх игр базируется на противостоянии двух учеников школы каратэ, Рё Сакадзаки и Роберта Гарсии, развернувшемся в конце 1970-х годов. Рё является сыном создателя техники кёкугэн, знаменитого мастера боевых искусств Такумы Сакадзаки, в то время как Роберт — своенравный отпрыск итальянского миллиардера. События первых двух частей происходят в местечке под названием Соут-Таун (часто используемая SNK боевая арена, в частности, присутствующая в Fatal Fury), третьей — в некой вымышленной локации на территории Мексики. Игры перекликаются с сюжетом Fatal Fury, например, во второй части фигурирует Гис Ховард, описано его восхождение от простого коррумпированного полицейского до криминального босса мафии Соут-Тауна. Такума упоминает о Джеффе Богарде, отчиме главного героя Fatal Fury, Терри Богарда, который умирает от рук Гиса. Вообще серию Art of Fighting можно считать приквелом Fatal Fury, если сравнивать официальные даты рождения персонажей, получается, что временная разница между ними — около десяти лет.
Игры первое время активно выпускались в виде игровых автоматов, но потом были портированы на многие домашние консоли, неоднократно выходили в составе различных сборников и коллекционных переизданий. На основе Art of Fighting было снято полнометражное аниме, но оно не пользовалось большим успехом.